# Rajon Schostka
Der Rajon Schostka (ukrainisch Шосткинський район Schostkynskyj rajon; russisch Шосткинский район Schostkinski rajon) ist ein ukrainischer Rajon mit etwa 180.000 Einwohnern. Er liegt in der Oblast Sumy und hat eine Fläche von 5072 km², der Verwaltungssitz befindet sich in der namensgebenden Stadt Schostka.

## Geographie
Der Rajon liegt im Nordwesten der Oblast Sumy und grenzt im Norden und Osten an den Russland (Oblast Brjansk mit Rajon Pogar, Rajon Susemka und Rajon Sewsk sowie Oblast Kursk mit Rajon Chomutowka und Rajon Rylsk), im Südosten an den Rajon Sumy, im Süden an den Rajon Konotop sowie im Westen den Rajon Nowhorod-Siwerskyj (in der Oblast Tschernihiw gelegen).

## Geschichte
Der Rajon wurde am 7. März 1923 gegründet. Am 17. Juli 2020 kam es im Zuge einer großen Rajonsreform zur Auflösung des alten Rajons und einer Neugründung unter Vergrößerung des Rajonsgebietes um die Rajone Hluchiw, Jampil und Seredyna-Buda sowie der bis dahin unter Oblastverwaltung stehenden Städte Schostka und Hluchiw.

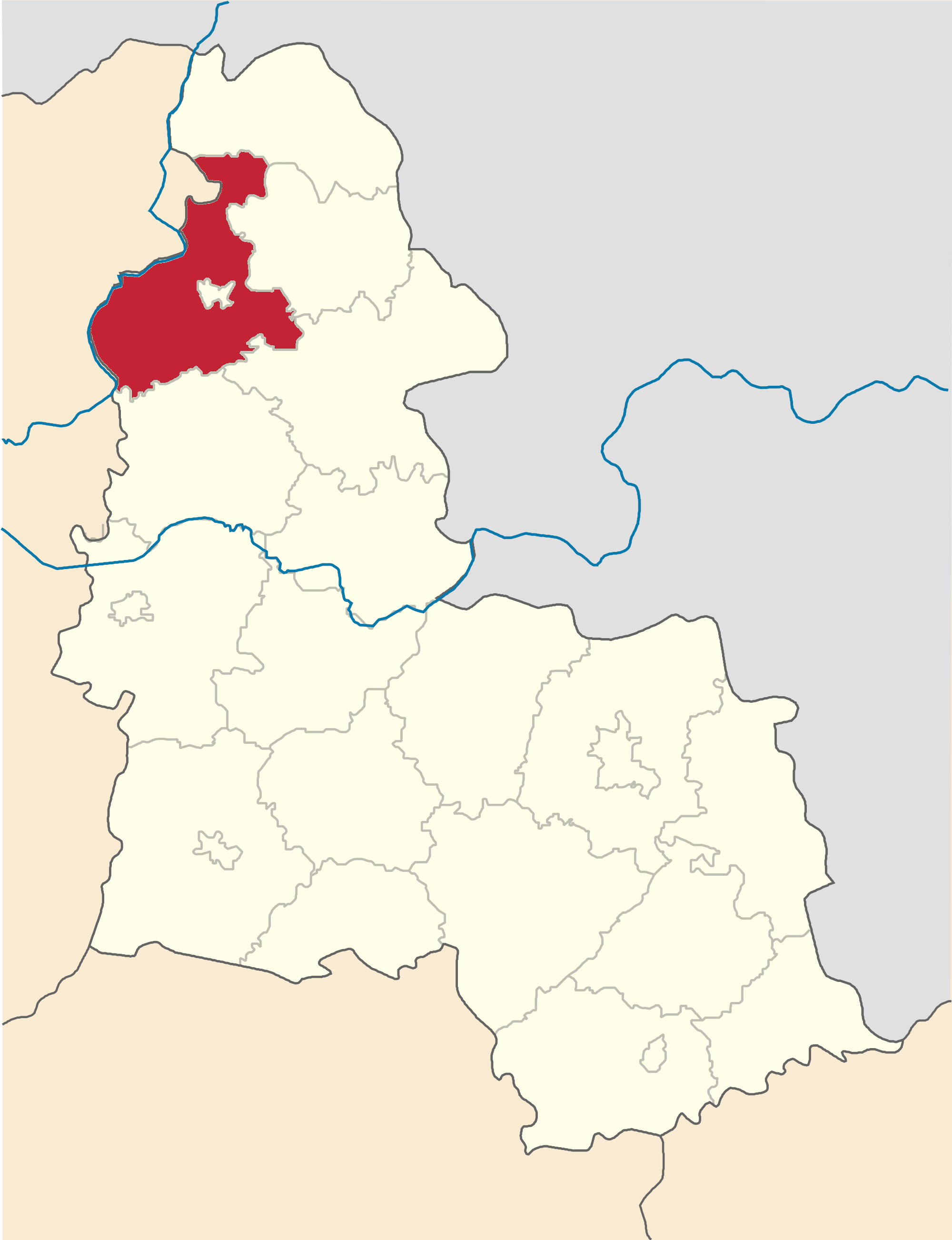
Rajon Schostka bis Juli 2020
Rajonsgebiet ab Juli 2020

## Administrative Gliederung
Auf kommunaler Ebene ist der Rajon in 10 Hromadas (4 Stadtgemeinden, 5 Siedlungsgemeinden und 1 Landgemeinde) unterteilt, denen jeweils einzelne Ortschaften untergeordnet sind.
Zum Verwaltungsgebiet gehören:
- 4 Städte
- 6 Siedlung städtischen Typs
- 229 Dörfer
- 8 Ansiedlungen

Die Hromadas sind im Einzelnen:
- Stadtgemeinde Schostka
- Stadtgemeinde Hluchiw
- Stadtgemeinde Chutir-Mychajliwskyj
- Stadtgemeinde Seredyna-Buda
- Siedlungsgemeinde Esman
- Siedlungsgemeinde Jampil
- Siedlungsgemeinde Schalyhyne
- Siedlungsgemeinde Snob-Nowhorodske
- Siedlungsgemeinde Swessa
- Landgemeinde Beresa